# R・J・カトラー
R・J・カトラー（R. J. Cutler, 1962年 - ）はアメリカ合衆国のテレビおよび映画製作者、映画監督。ドキュメンタリー映画やシリアスなリアリティ番組を専門としている。

## 経歴
1983年、ハーバード大学を卒業。南カリフォルニア大学映画芸術学部にも在籍していたことがある。
1993年公開の、1992年のビル・クリントンの大統領選挙戦を描いた『クリントンを大統領にした男』をプロデュース。2000年、イリノイ州ハイランド・パークの学生達の生活を描いたドキュメンタリー『American High 』を製作。革新的な撮影技術を用いて14名の学生を許可を得て撮影し、彼が編集して最終的な作品に仕上げた。2006年、白人家庭と黒人家庭の2家族の家や人種を入れ替えたFXの連続番組『Black. White. 』をプロデュースおよび製作。また『Greatest American Dog 』のプロデュースもしている。
また数々のテレビ番組のプロデュースも行っており、エミー賞、ピーボディ賞を受賞し、アカデミー賞、エミー賞にも他に2回、GLAADメディア賞、インディペンデント・スピリット賞、プロデューサー組合賞にノミネートされた。
2009年、カトラーが監督した『ファッションが教えてくれること』が公開された。『ヴォーグ』編集長アナ・ウィンターおよび2007年9月号の製作を追ったCinéma vérité のドキュメンタリー映画である。
2013年のサンダンス映画祭で、元アメリカ合衆国副大統領ディック・チェイニーについてのドキュメンタリー『The World According to Dick Cheney 』が公開された。

## 主なフィルモグラフィ
- クリントンを大統領にした男 The War Room (1993) 製作
- A Perfect Candidate (1996) 監督・製作
- Thin (2006) 製作
- ファッションが教えてくれること The September Issue (2009) 監督・製作
- The World According To Dick Cheney (2013) 監督・製作
- イフ・アイ・ステイ 愛が還る場所 If I Stay (2014) 監督
- マーロン・ブランドの肉声 Listen to Me Marlon (2015) 製作
- BELUSHI ベルーシ Belushi (2020) 監督・脚本・製作
- ビリー・アイリッシュ: 世界は少しぼやけている Billie Eilish: The World's a Little Blurry (2021) 監督・脚本・製作
- 栄光への戦い:2024ワールド・シリーズ (2025年) 監督[5]